# Pawel Iljassowitsch Kusmin
Pawel Iljassowitsch Kusmin (russisch Павел Ильясович Кузьмин, englische Transkription: Pavel Kuzmin; * 21. April 1988 in Swerdlowsk, Russische SFSR) ist ein russischer Billardspieler, der überwiegend in der Billardvariante Russisches Billard antritt.
Er wurde 2010 Vizeweltmeister und 2019 WM-Dritter in der Disziplin Freie Pyramide. Daneben wurde er 2018 russischer Meister in der Kombinierten Pyramide und 2006 Mannschaftsweltmeister.

## Karriere

### 2005–2009: Anfänge
Pawel Kusmin wurde mehrmals russischer Juniorenmeister und erreichte 2005 und 2006 das Viertelfinale der Jugendeuropameisterschaft. 2005 trat er mit seinem Europacupdebüt und seiner ersten WM-Teilnahme auch bei den Erwachsenen erstmals international in Erscheinung, wobei er aber jeweils in der Vorrunde scheiterte. Im März 2006 wurde er gemeinsam mit Anna Maschirina und Juri Paschtschinski durch einen 3:0-Sieg gegen das belarussische Team Mannschaftsweltmeister. Wenig später gewann Kusmin im Endspiel gegen Arman Baklatschjan mit 5:4 zum ersten Mal ein Turnier des russischen Pokals. Am Jahresende verlor er beim russischen Verteidigungsministerpokal im Finale mit 3:6 gegen Jewgeni Stalew und kam im Europacup und bei der Weltmeisterschaft erstmals ins Achtelfinale.
Nachdem er zu Beginn des Jahres 2007 im Europacup erstmals ins Viertelfinale gelangt war, zog Kusmin bei den Asian Open 2007 ins Finale ein, in dem er sich seinem Landsmann Wladimir Wainzwaig mit 6:7 nur knapp geschlagen geben musste. Bei seinen beiden WM-Teilnahmen 2007 kam er jeweils in die Endrunde; während er in der Dynamischen Pyramide unter anderem Aleh Retschyz und Maksym Lawrynenko besiegte, bevor er im Viertelfinale gegen Juri Paschtschinski mit 3:7 verlor, unterlag er in der Freien Pyramide im Achtelfinale dem Ukrainer Artem Mojissejenko.
In den beiden folgenden Jahren nahm Kusmin an weniger Turnieren teil, erzielte aber mit einem Finaleinzug bei der Rossijskaja-Gaseta-Turnierserie, dem Erreichen des Halbfinals beim Kremlin Cup 2008 und einer Viertelfinalteilnahme im Europacup 2009 mehrere gute Ergebnisse.

### 2010–2012: Vizeweltmeister
In das Jahr 2010 startete Kusmin mit seinem ersten Europacupsieg, den er sich in Rostow am Don durch einen 7:4-Finalsieg gegen Wadim Wiselter sicherte. Nachdem er im Endspiel gegen Wladimir Ljutow mit 4:3 den Billiard House Open Cup gewonnen hatte und bei den Prince Open in der Runde der letzten 32 ausgeschieden war, sicherte er sich im März in Chișinău beim zweiten Europacupturnier eine weitere Medaille, diesmal erreichte er das Halbfinale und verlor gegen Jewhen Talow. Bei den weiteren Turnieren der Serie kam er zweimal ins Achtelfinale und scheiterte einmal in der Vorrunde. Auch beim Kremlin Cup kam er nicht über die Vorrunde hinaus. Im Oktober 2010 erzielte Kusmin bei der Freie-Pyramide-WM in Willingen seinen bis dahin größten Erfolg, als er unter anderem durch Siege gegen Oleksandr Palamar, Däuren Urynbajew und Danylo Besuhlow ins WM-Finale einzog, in dem er sich dem Kirgisen Kanybek Sagynbajew mit 2:7 geschlagen geben musste. Wenig später scheiterte er hingegen bei der Europameisterschaft sieglos in der Vorrunde.
2011 kam Kusmin bei den meisten Turnieren mindestens ins Achtelfinale und erreichte unter anderem das Halbfinale des Imperija-Pokals und gewann im Endspiel gegen Sergei Goryslawez mit 7:3 das Nikolai-Lemajew-Turnier. Beim Kremlin Cup 2011 schied er hingegen in der Runde der letzten 64 aus.
Anfang 2012 gelangte Kusmin beim Kirow-Millionenturnier ins Halbfinale, in dem er dem späteren Turniersieger Artur Piwtschenko unterlag. Während er bei den meisten weiteren Turnieren des Jahres nicht über die Runde der letzten 32 hinauskam, erreichte er unter anderem das Viertelfinale beim Robitex Cup, das Endspiel des Imperija-Pokals, das er gegen Aleksandr Sidorov mit 2:4 verlor und gewann durch einen 6:1-Finalsieg gegen Dmitri Krassilnikow das Nikolai-Lemajew-Turnier.

### 2013–2015: Zwischenzeitlicher Abstieg
Im April 2013 zog Kusmin beim Savvidi Cup unter anderem mit einem Sieg gegen den Weltmeister Wladislaw Osminin ins Halbfinale ein, in dem er Jewhen Talow unterlag. Wenig später gelangte er beim Frühlingsturnier des Nord Light Vologda Cup ins Endspiel, das er mit 1:6 gegen Jaroslaw Tarnowezkyj verlor, und beim Moskauer Bürgermeisterpokal ins Achtelfinale. Im weiteren Jahresverlauf kam er bei sechs von zehn Turnieren unter die besten 16. So gelangte er beim Bürgermeisterpokal in Wladiwostok ins Halbfinale und erreichte das Achtelfinale beim Kremlin Cup sowie das Viertelfinale bei den Prince Open.
2014 musste Kusmin zumeist frühe Niederlagen hinnehmen und schied etwa bei der russischen Meisterschaft in der Kombinierten Pyramide in der ersten Qualifikationsrunde aus. Hingegen zog er im März beim Start Dynamics Cup ins Finale ein, in dem er Michail Zarjow mit 2:6 unterlag, und erreichte im Dezember beim Savvidi Cup das Viertelfinale, in dem er gegen Oleksandr Palamar mit 4:5 knapp verlor.
In der ersten Jahreshälfte 2015 schied Kusmin bei internationalen Turnieren zumeist früh aus, lediglich beim Longoni Russia Cup gelangte er ins Achtelfinale. Nachdem er in der Qualifikation zur Dynamische-Pyramide-WM 2015 gescheitert war, erzielte er im weiteren Verlauf des Jahres mit dem siebten Platz beim Imperija-Pokal und dem Erreichen des Halbfinals beim Kremlin Cup, bei dem er unter anderem Alexander Murawjow besiegte und schließlich dem späteren Turniersieger Pawlo Radionow mit 2:5 unterlag, zwei gute Ergebnisse.

### 2016–2018: Russischer Meister
Im Februar 2016 gewann Kusmin seine erste Medaille bei einer nationalen Meisterschaft, als er bei der Kombinierte-Pyramide-Meisterschaft ins Finale einzog und gegen Alexander Tschepikow mit 4:6 verlor. Wenig später trat er zum ersten Mal seit seiner Finalteilnahme vor sechs Jahren bei einer Weltmeisterschaft an und erstmals in der Kombinierten Pyramide, musste dort jedoch eine 4:6-Auftaktniederlage gegen Jewgeni Smirnow hinnehmen. Während er bei den meisten weiteren Turnieren des Jahres früh ausschied, erreichte er beim Moskauer Bürgermeisterpokal das Achtelfinale, bei den Ajara Open das Viertelfinale und zog im September beim Imperija-Pokal ins Finale ein, in dem er sich dem Usbeken Shahzod Mamirov mit 4:5 knapp geschlagen geben musste.
Während er beim Moskauer Bürgermeisterpokal in der Runde der letzten 32 ausschied, gelangte Kusmin 2017 viermal mindestens ins Achtelfinale, darunter der Kremlin Cup, und erreichte das Viertelfinale bei den Prince Open, in dem er dem späteren Turniersieger Iossif Abramow unterlag.
Im März 2018 wurde Kusmin durch einen 5:3-Finalsieg gegen Leonid Schwyrjajew russischer Meister in der Kombinierten Pyramide. Bei der Dynamische-Pyramide-WM gewann er gegen Lascha Gigauri und unterlag in der Runde der letzten 32 mit 5:6 dem späteren Weltmeister Dmytro Biloserow. Unterdessen kam er 2018 bei drei Weltcupteilnahmen einmal ins Achtelfinale und auch beim Savvidi Cup 2018 gelangte er unter die besten 16. Im November erreichte er bei der Freie-Pyramide-WM das Sechzehntelfinale und verlor gegen Artem Mojissejenko.

### Seit 2019: Weltmeisterschaftsdritter
Anfang 2019 schied Titelverteidiger Kusmin bei der russischen Kombinierte-Pyramide-Meisterschaft im Viertelfinale gegen Wladislaw Osminin aus. Kurz darauf erreichte er in derselben Disziplin das WM-Achtelfinale und unterlag mit 5:6 dem späteren Weltmeister Iossif Abramow. Ab April nahm er an der Turnierserie Legend Cup teil, bei der er einmal das Halbfinale und beim Finalturnier das Viertelfinale erreichte. Nachdem er unter anderem beim Moskauer Bürgermeisterpokal in der Runde der letzten 32 ausgeschieden war, setzte er sich im August bei der Freie-Pyramide-WM in Tscholponata unter anderem gegen Kanat Sydykow, Nikita Liwada und Iossif Abramow durch und gelangte ins Halbfinale, in dem er sich dem späteren Weltmeister Semjon Saizew mit 1:5 geschlagen geben musste. Wenig später kam er bei der russischen Freie-Pyramide-Meisterschaft ins Viertelfinale. Auf internationaler Ebene hingegen musste er bis zum Jahresende zumeist frühe Niederlagen hinnehmen, lediglich beim Nikolai-Lemajew-Turnier kam er zumindest ins Achtelfinale. Im Dezember 2019 zog er beim BK-Bunker-Triathlon-Turnier in Ischewsk ins Endspiel ein und verlor mit 1:2 gegen Anton Schutow.
Im August 2020 erreichte Kusmin bei der russischen Dynamische-Pyramide-Meisterschaft das Viertelfinale. Im selben Jahr nahm er an drei Legend-Cup-Turnieren teil und kam zweimal ins Viertelfinale. Beim Nikolai-Lemajew-Turnier 2020 hingegen scheiterte er in der Vorrunde.
Anfang 2021 gelangte Kusmin beim Masitow-Pokal ins Achtelfinale, in dem er mit 1:4 gegen Alexander Judin verlor. Im Mai zog er beim Moskauer Bürgermeisterpokal ins Halbfinale ein, in dem er dem Ukrainer Dmytro Biloserow mit 3:6 unterlag, und gewann somit seine erste Medaille im Freie-Pyramide-Weltcup.

### Snooker
Pawel Kusmin tritt gelegentlich auch im Snooker an. So verpasste er 2012 bei den Jekaterinburg Open als Gruppenzweiter nur knapp den Einzug ins Achtelfinale.

## Erfolge
| Ergebnis | Jahr     | Turnier                               | Finalgegner          | Endstand |
| -------- | -------- | ------------------------------------- | -------------------- | -------- |
| Sieger   | 2006/3   | Russischer Pokal (Fr. Pyr.)           | Arman Baklatschjan   | 5:4      |
| Finalist | 2006     | Russischer Verteidigungsministerpokal | Jewgeni Stalew       | 3:6      |
| Finalist | 2007     | Asian Open                            | Wladimir Wainzwaig   | 6:7      |
| Finalist | 2007/Dez | Rossijskaja-Gaseta-Turnierserie       | Qanybek Saghyndyqow  | 3:5      |
| Sieger   | 2010/1   | Freie-Pyramide-Europacup              | Wadim Wiselter       | 7:4      |
| Sieger   | 2010/2   | Billiard House Open Cup               | Wladimir Ljutow      | 4:3      |
| Finalist | 2010     | Weltmeisterschaft (Fr. Pyr.)          | Kanybek Sagynbajew   | 2:7      |
| Sieger   | 2011     | Nikolai-Lemajew-Turnier               | Sergei Goryslawez    | 7:3      |
| Finalist | 2012     | Imperija-Pokal                        | Aleksandr Sidorov    | 2:4      |
| Sieger   | 2012     | Nikolai-Lemajew-Turnier               | Dmitri Krassilnikow  | 6:1      |
| Finalist | 2013     | Nord Light Vologda Cup – Frühling     | Jaroslaw Tarnowezkyj | 1:6      |
| Finalist | 2014/F   | Start Dynamics Cup                    | Michail Zarjow       | 2:6      |
| Finalist | 2016     | Russische Meisterschaft (Komb. Pyr.)  | Alexander Tschepikow | 4:6      |
| Finalist | 2016     | Imperija-Pokal                        | Shahzod Mamirov      | 4:5      |
| Sieger   | 2018     | Russische Meisterschaft (Komb. Pyr.)  | Leonid Schwyrjajew   | 5:3      |
| Finalist | 2019     | BK-Bunker-Triathlon                   | Anton Schutow        | 1:2      |

Weitere Erfolge
- Mannschaftsweltmeister: 2006

## Teilnahmen an Weltmeisterschaften
| Disziplin            | 2005  | 2006  | 2007 | 2008              | 2009              | 2010              | 2011              | 2012 | 2013 | 2014 | 2015 | 2016 | 2017  | 2018  | 2019  | 2020  |
| -------------------- | ----- | ----- | ---- | ----------------- | ----------------- | ----------------- | ----------------- | ---- | ---- | ---- | ---- | ---- | ----- | ----- | ----- | ----- |
| Freie Pyramide       | R     | A     | A    | –                 | –                 | F                 | –                 | –    | –    | –    | –    | –    | n. a. | L32   | H     | n. a. |
| Dynamische Pyramide  | n. a. | n. a. | V    | nicht ausgetragen | nicht ausgetragen | nicht ausgetragen | nicht ausgetragen | –    | –    | –    | –    | –    | n. a. | L32   | n. a. | n. a. |
| Kombinierte Pyramide | n. a. | n. a. | –    | –                 | –                 | –                 | –                 | –    | –    | –    | –    | R    | –     | n. a. | A     | n. a. |
| Quelle:              |       |       |      |                   |                   |                   |                   |      |      |      |      |      |       |       |       |       |

| Legende | Legende                               |
| ------- | ------------------------------------- |
| S       | Sieger                                |
| F       | Finalist                              |
| HF / H  | Halbfinalist                          |
| VF / V  | Viertelfinalist                       |
| AF / A  | Achtelfinalist                        |
| LX      | Niederlage in der Runde der letzten X |
| R2      | Niederlage in Runde 2                 |
| R       | Vorrundenaus/Niederlage in Runde 1    |
| –       | nicht teilgenommen                    |
| n. a.   | nicht ausgetragen                     |